# Serafimovič
Serafimovič (in lingua russa Серафимович) è una città dell'oblast' di Volgograd, in Russia, nata nel 1589 come stanica cosacca con il nome di Ust'-Medvedickaja. È la capitale del distretto di Serafimovičskij.
Si trova sulla riva destra del Don, 260 km a nord-ovest di Volgograd.